# Perrierita-(Ce)
La perrierita-(Ce) és un mineral de la classe dels silicats que pertany al subgrup de la perrierita, dins del grup de la chevkinita. Rep el nom en honor de Carlo Perrier (7 de juliol de 1886 - 22 de maig de 1948), mineralogista i professor de mineralogia de la Universitat de Gènova. Juntament amb Emilio Segre, va descobrir l'element tecneci el 1937.

## Característiques
La perrierita-(Ce) és un silicat de fórmula química Ce₄MgFe³⁺₂Ti₂(Si₂O₇)₂O₈. Es tracta d'una espècie aprovada per l'Associació Mineralògica Internacional, i publicada per primera vegada el 1950. Cristal·litza en el sistema monoclínic. La seva duresa a l'escala de Mohs és 5,5.
Segons la classificació de Nickel-Strunz, la perrierita-(Ce) pertany a «09.BE - Estructures de sorosilicats, amb grups Si₂O₇, amb anions addicionals; cations en coordinació octaèdrica [6] i major coordinació» juntament amb els següents minerals: wadsleyita, hennomartinita, lawsonita, noelbensonita, itoigawaïta, ilvaïta, manganilvaïta, suolunita, jaffeïta, fresnoïta, baghdadita, burpalita, cuspidina, hiortdahlita, janhaugita, låvenita, niocalita, normandita, wöhlerita, hiortdahlita I, marianoïta, mosandrita, nacareniobsita-(Ce), götzenita, hainita, rosenbuschita, kochita, dovyrenita, baritolamprofil·lita, ericssonita, lamprofil·lita, ericssonita-2O, seidozerita, nabalamprofil·lita, grenmarita, schüllerita, lileyita, murmanita, epistolita, lomonossovita, vuonnemita, sobolevita, innelita, fosfoinnelita, yoshimuraïta, quadrufita, polifita, bornemanita, xkatulkalita, bafertisita, hejtmanita, bykovaïta, nechelyustovita, delindeïta, bussenita, jinshajiangita, perraultita, surkhobita, karnasurtita-(Ce), estronciochevkinita, chevkinita-(Ce), poliakovita-(Ce), rengeïta, matsubaraïta, dingdaohengita-(Ce), maoniupingita-(Ce), perrierita-(La), hezuolinita, fersmanita, belkovita, nasonita, kentrolita, melanotekita, til·leyita, kil·lalaïta, stavelotita-(La), biraïta-(Ce), cervandonita-(Ce) i batisivita.

## Formació i jaciments
Va ser descoberta a Nettuno, dins la Ciutat metropolitana de Roma Capital, al Laci (Itàlia). Tot i tractar-se d'una espècie no gaire habitual ha estat descrita en tots els continents del planeta, inclosa l'Antàrtida. També ha estat descrita al meteorit marcià NWA 7034, el que es creu que és el segon més antic mai descobert. Als territoris de parla catalana ha estat descrita a Seganta, al municipi de Camporrells, a la comarca de a Llitera (Osca).